# Erison
Erison Danilo de Souza, meglio noto come Erison (Cosmópolis, 13 aprile 1999), è un calciatore brasiliano, attaccante del Kawasaki Frontale.

## Carriera
Cresciuto nel settore giovanile dello XV de Piracicaba, ha esordito in prima squadra il 26 gennaio 2019, disputando l'incontro del Campeonato Paulista Série A2 pareggiato per 0-0 contro il Nacional-SP; in seguito ha giocato in prestito al Figueirense e al Brasil de Pelotas, entrambe in seconda divisione. Ceduto a titolo definitivo al Botafogo nel 2022, ha debuttato nel Brasileirão il 10 aprile successivo, giocando l'incontro perso per 1-3 contro il Corinthians.

## Statistiche

### Presenze e reti nei club
Statistiche aggiornate al 10 maggio 2022.
| Stagione        | Squadra           | Campionato      | Campionato | Campionato | Coppe nazionali | Coppe nazionali | Coppe nazionali | Coppe continentali | Coppe continentali | Coppe continentali | Altre coppe | Altre coppe | Altre coppe | Totale | Totale |
| Stagione        | Squadra           | Comp            | Pres       | Reti       | Comp            | Pres            | Reti            | Comp               | Pres               | Reti               | Comp        | Pres        | Reti        | Pres   | Reti   |
| --------------- | ----------------- | --------------- | ---------- | ---------- | --------------- | --------------- | --------------- | ------------------ | ------------------ | ------------------ | ----------- | ----------- | ----------- | ------ | ------ |
| 2019            | XV de Piracicaba  | A2/SP           | 1          | 0          |                 | -               | -               |                    | -                  | -                  |             | -           | -           | 1      | 0      |
| 2020            | XV de Piracicaba  | A2/SP           | 17         | 3          | CB              | 2               | 0               |                    | -                  | -                  |             | -           | -           | 19     | 3      |
| 2020            | Figueirense       | B               | 10         | 3          | CB              | -               | -               |                    | -                  | -                  |             | -           | -           | 10     | 3      |
| 2021            | XV de Piracicaba  | A2/SP           | 14         | 1          |                 | -               | -               |                    | -                  | -                  |             | -           | -           | 14     | 1      |
| 2021            | Brasil de Pelotas | B               | 19         | 8          |                 | -               | -               |                    | -                  | -                  |             | -           | -           | 19     | 8      |
| 2022            | Botafogo          | A/RJ+A          | 12+5       | 8+3        | CB              | 1               | 0               |                    | -                  | -                  |             | -           | -           | 18     | 11     |
| Totale carriera | Totale carriera   | Totale carriera | 78         | 26         |                 | 3               | 0               |                    | -                  | -                  |             | -           | -           | 81     | 26     |

## Palmarès

### Competizioni nazionali
- Supercoppa del Giappone: 1

Kawasaki Frontale: 2024